# 大卫·埃里森
大卫·埃里森（David Ellison；1983年1月9日—）是一名美国电影制片人、演员，也是天空之舞传媒的创始人兼首席执行官。

## 生平
大卫·埃里森出生于加利福尼亚州圣克拉拉县。他是亿万富翁拉里·埃里森和他的前妻芭芭拉·布斯·埃里森的儿子，其父有意大利和犹太血统。大卫曾就读于南加州大学。他妹妹梅根·埃里森也是一名制片人，创立了安纳普尔纳影业。2006年，他创立了天空之舞传媒。他本人也参与制作、导演、出演多部影片，是美国制片人协会成员。

## 个人生活
他是一名持有执照的飞行员，可以驾驶直升机并执行特技飞行、商业航空等。 2003年，他获选为EAA飞来者大会的“明日之星”特技飞行队的一员。 
他于2011年10月1日在加利福尼亚州棕榈泉与女演员兼歌手桑德拉·林恩·莫迪奇（Sandra Lynn Modic）结婚。 